# Marta Aran
Marta Aran (Barcelona, 1984) és una actriu, dramaturga i directora teatral catalana.

## Trajectòria
Va estudiar a l'Institut del Teatre, on es va llicenciar en interpretació. Posteriorment va fer diversos cursos a la Sala Beckett.
Com a actriu, ha participat a Sota la ciutat, dirigida per Llàtzer Garcia (Teatre Lliure, 2016), Petits monstres, dirigida per Marilia Samper (Villarroel, 2015) i La pols, dirigida per Llàtzer Garcia (Sala Flyhard, 2014; La Villarroel, 2015, i Teatro Fernán Gómez, Madrid, 2016), entre d'altres.
Com a dramaturga, és autora de La noia de la làmpada (Sala Flyhard, 2017) i Els dies mentits (2019), obra que va guanyar el Premi Max a autoria revelació el 2020.
Com a actriu, va actuar a diverses produccions de la companyia Arcàdia. El 2019 va representar Catalunya en el Torneig de dramatúrgia Transátlantico, celebrat a Buenos Aires. El 2019 va rebre la beca Carme Monturiol de l'ICUB per la seva obra Narcisos.
Com a directora, destaca Los últimos de Filipinas de Javier Sahuquillo, que es va poder veure al Festival PIIGS, i la seva pròpia obra La noia de la làmpada. També va adaptar l'obra Nit de Reis de William Shakespeare, dirigint-la per a la companyia Parking Shakespeare el 2022.

## Publicacions
- La noia de la làmpada.  Edicions Sala Flyhard, octubre 2017. ISBN 978-84-943482-9-7.
- Els dies mentits.  Edicions Sala Flyhard, febrer 2019. ISBN 978-84-948105-3-4.
- Lady Lamp (traducció de La noia de la làmpada a l’anglès), a la revista The Mercurian dels Estats Units

## Premis i reconeixements
- Premi Max a l'autoria revelació (2020)[7][8]